# Pierre-Julien Deloche
Pierre-Julien Deloche (5 de febrero de 1982) es un deportista francés que compitió en tiro con arco, en la modalidad de arco compuesto.
Ganó tres medallas en el Campeonato Mundial de Tiro con Arco al Aire Libre, en los años 2013 y 2019, y tres medallas en el Campeonato Mundial de Tiro con Arco en Sala entre los años 2007 y 2012.
Además, obtuvo tres medallas en el Campeonato Europeo de Tiro con Arco al Aire Libre entre los años 2008 y 2018, y cinco medallas en el Campeonato Europeo de Tiro con Arco en Sala entre los años 2010 y 2019.

## Palmarés internacional
| Campeonato Mundial al Aire Libre | Campeonato Mundial al Aire Libre | Campeonato Mundial al Aire Libre | Campeonato Mundial al Aire Libre |
| Año                              | Lugar                            | Medalla                          | Prueba                           |
| -------------------------------- | -------------------------------- | -------------------------------- | -------------------------------- |
| 2013                             | Belek (Turquía)                  | Medalla de plata                 | Individual                       |
| 2013                             | Belek (Turquía)                  | Medalla de bronce                | Equipo                           |
| 2019                             | 's-Hertogenbosch (Países Bajos)  | Medalla de plata                 | Equipo mixto                     |
| Campeonato Mundial en Sala       |                                  |                                  |                                  |
| Año                              | Lugar                            | Medalla                          | Prueba                           |
| 2007                             | Esmirna (Turquía)                | Medalla de plata                 | Equipo                           |
| 2009                             | Rzeszów (Polonia)                | Medalla de bronce                | Equipo                           |
| 2012                             | Las Vegas (Estados Unidos)       | Medalla de plata                 | Equipo                           |
| Campeonato Europeo al Aire Libre |                                  |                                  |                                  |
| Año                              | Lugar                            | Medalla                          | Prueba                           |
| 2008                             | Vittel (Francia)                 | Medalla de plata                 | Equipo                           |
| 2012                             | Ámsterdam (Países Bajos)         | Medalla de oro                   | Equipo                           |
| 2018                             | Legnica (Polonia)                | Medalla de plata                 | Equipo                           |
| Campeonato Europeo en Sala       |                                  |                                  |                                  |
| Año                              | Lugar                            | Medalla                          | Prueba                           |
| 2010                             | Poreč (Croacia)                  | Medalla de oro                   | Equipo                           |
| 2013                             | Rzeszów (Polonia)                | Medalla de oro                   | Individual                       |
| 2013                             | Rzeszów (Polonia)                | Medalla de plata                 | Equipo                           |
| 2015                             | Koper (Eslovenia)                | Medalla de plata                 | Equipo                           |
| 2019                             | Samsun (Turquía)                 | Medalla de oro                   | Equipo                           |